# Otok demona
Otok demona je legendarni otok za kojeg se vjerovalo da postoji u blizini Newfoundlanda. Obično je prikazivan kao dva otoka. Počelo ga se prikazivati na kartama početkom 1500-ih da bi se prestao prikazivati sredinom 1600-ih. Danas se vjeruje da je Otok demona zapravo Otok Quirpon.
Vjerovalo se da na otoku žive demoni i divlje zvijeri. Čudovišta bi napala bilo koji brod koji bi prolazio i svakoga tko bi bio dovoljno nesmotren da se iskrca na otok. Postoji također i legenda o jednoj Francuskinji, rođakinji jednog pomorskog kapetana koja je imala ljubavnu aferu s jednim mornarom i zatrudnila te su ona i njen ljubavnik 1540. ostavljeni na otoku gdje su ih mučila čudovišta i zli duhovi.

## Vanjske poveznice
- Položaj Otoka demona  Arhivirana inačica izvorne stranice od 6. listopada 2007. (Wayback Machine)